# Émile Coulon
Émile Joseph Ghislain Coulon, né à Nivelles (à l'époque royaume uni des Pays-Bas, actuellement dans la province belge du Brabant wallon) le 12 février 1825 et mort dans la même ville le 5 novembre 1891, est un architecte néo-classique belge qui fut actif sous le règne du roi Léopold 1er.

## Biographie
Émile Joseph Ghislain Coulon naît à Nivelles le 12 février 1825.
Le 5 décembre 1866, il épouse à Nivelles Mélanie Antoinette Ghislaine Richard également native de Nivelles  avec laquelle il a 4 enfants. L'aîné né en 1868 est le peintre Émile Antoine Coulon.
Coulon meurt le 5 novembre 1891 à Nivelles.

## Carrière

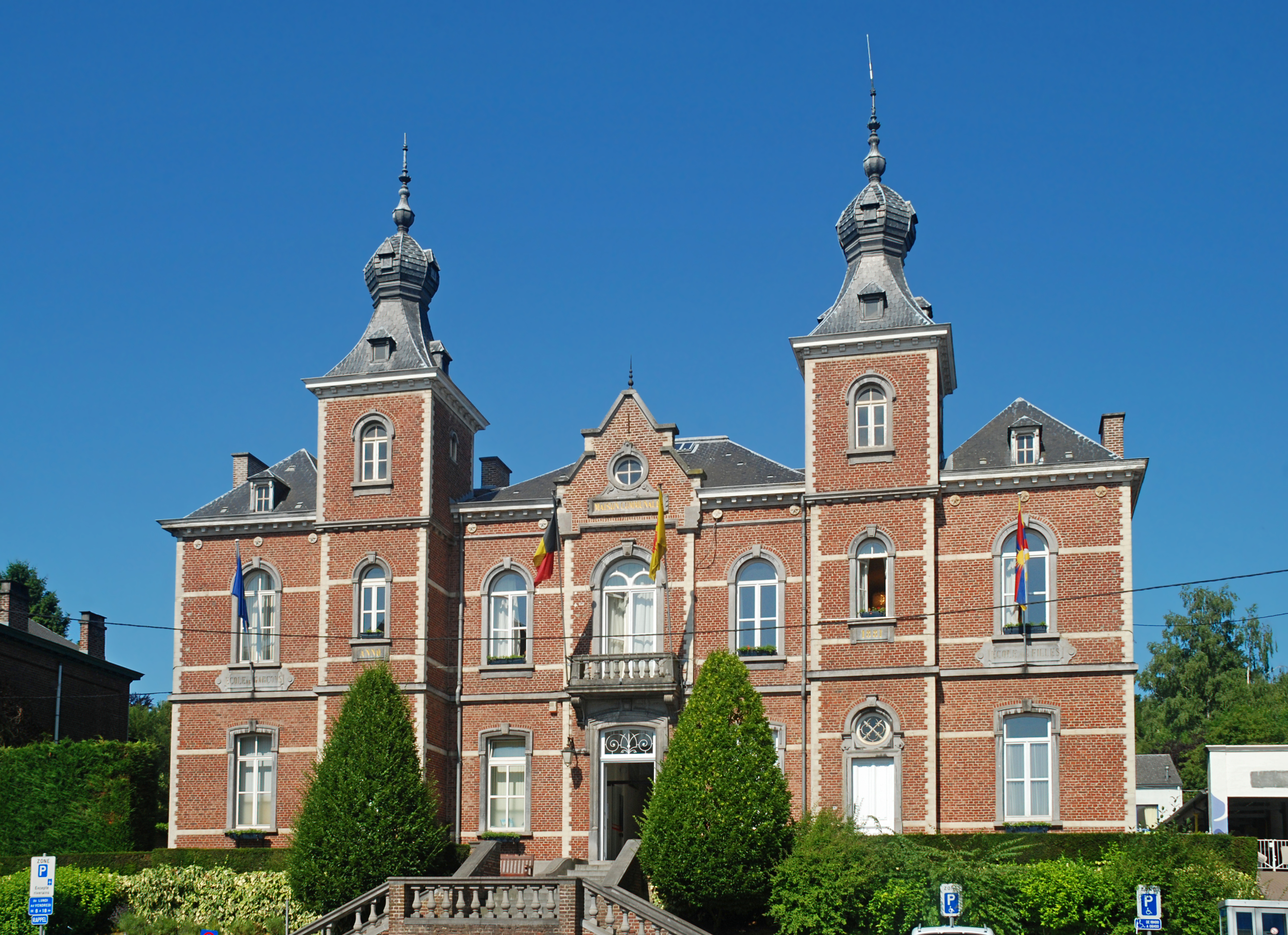
Maison communale d'Ottignies.

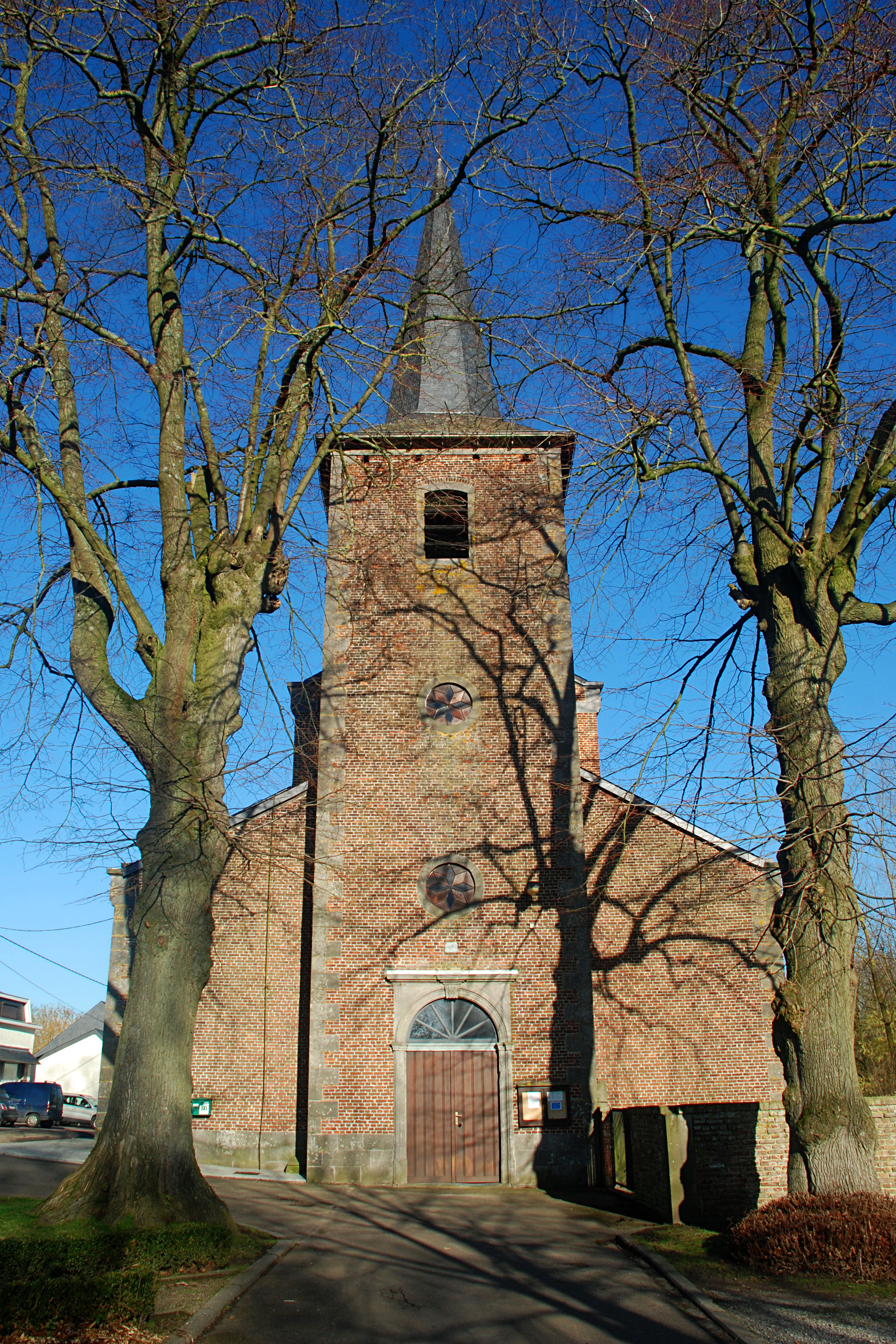
Église Sainte-Gertrude de Gentinnes.

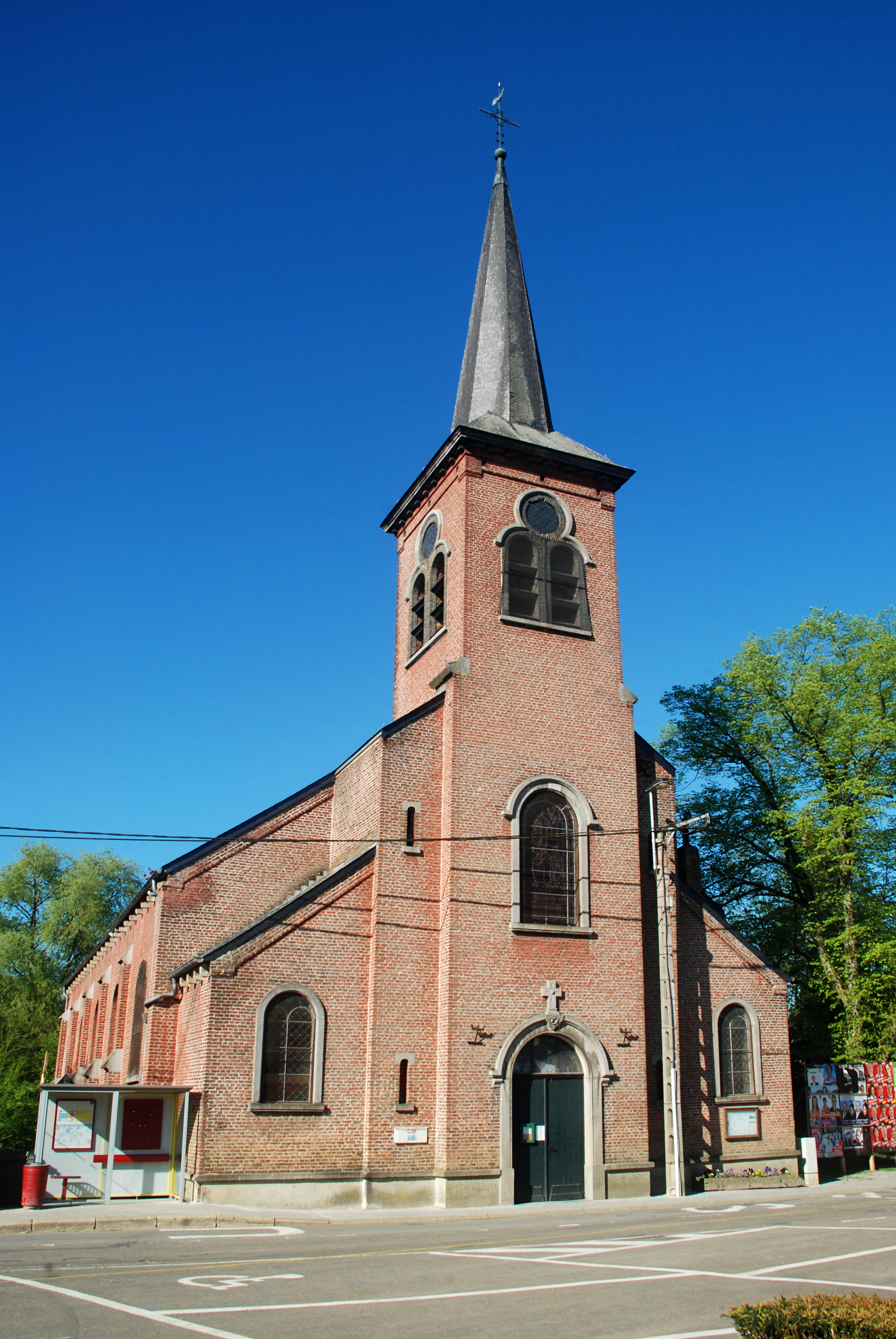
Église Notre-Dame de Tangissart.

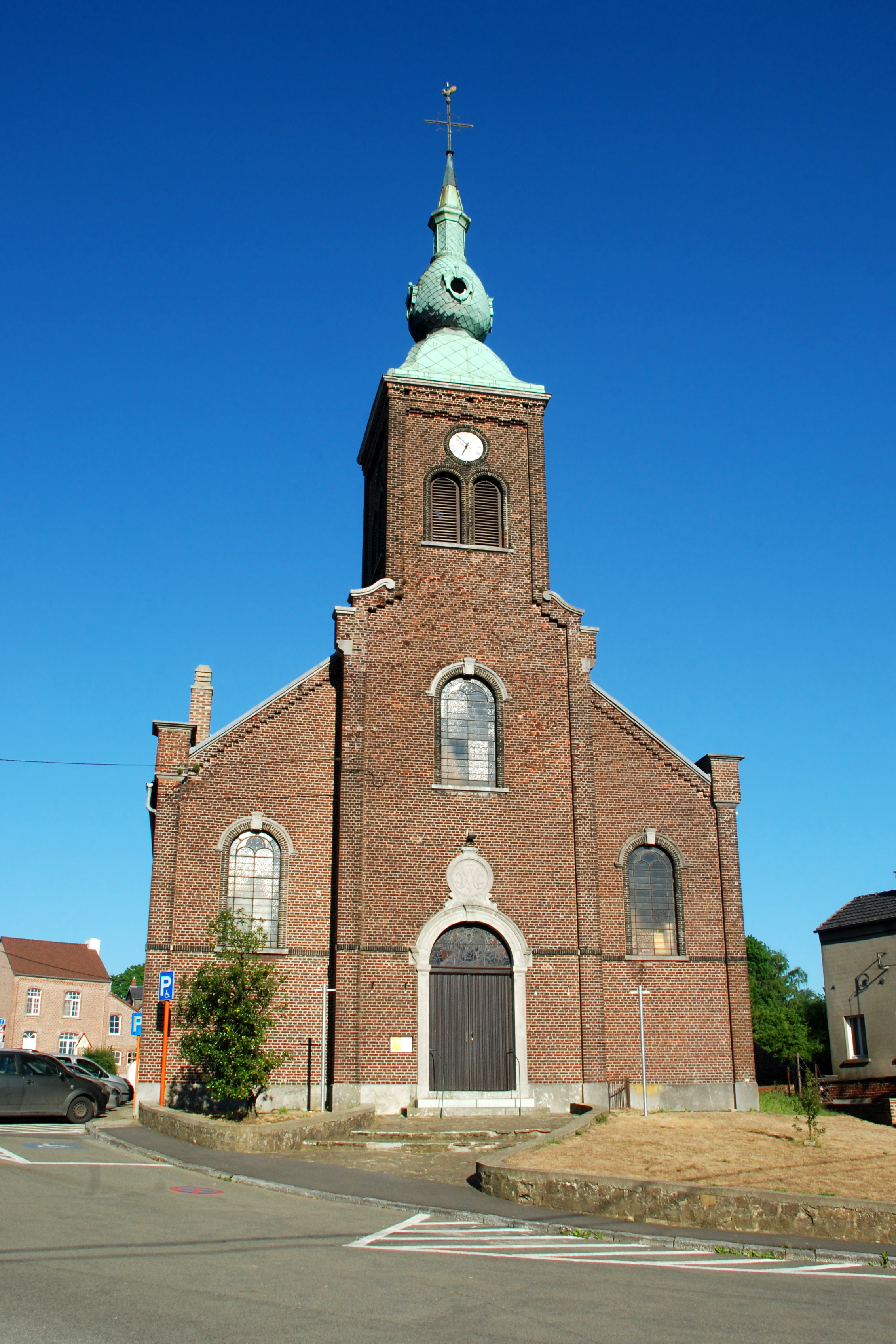
Église Notre-Dame de Marbisoux.

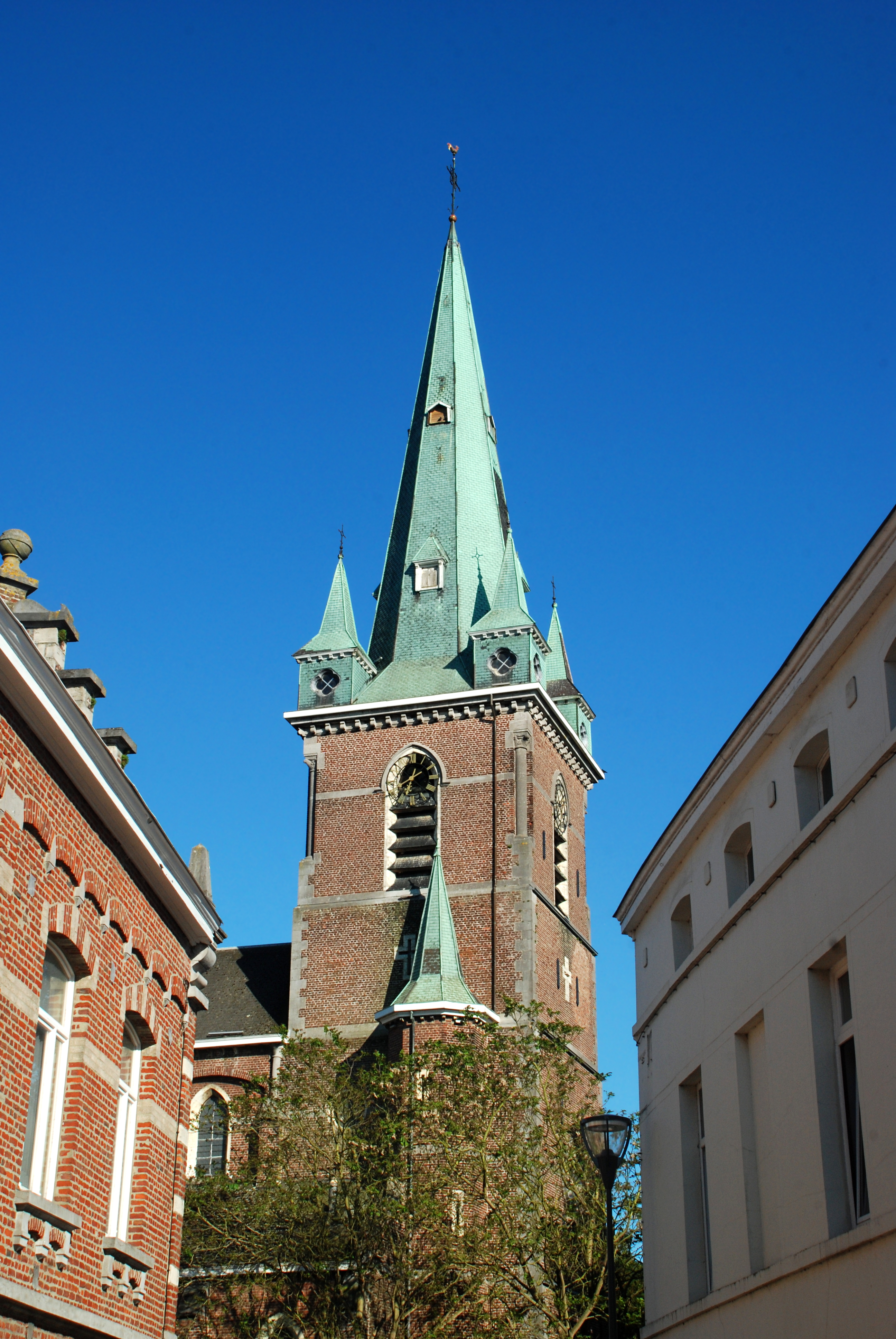
Église Saint-Martin de Marbais.

Émile Coulon est à Bruxelles architecte provincial de la province de Brabant et membre correspondant de la Commission royale des monuments.
Vers 1850, on procède en quelques dizaines d'années au remplacement de la moitié des vieilles églises du Brabant wallon : les architectes Coulon et Moreau en construisent pas moins de 40 parmi les 75 reconstruites en style néogothique ou néoclassique.
Coulon publie en 1878 une des premières études sur l'abbaye de Villers-la-Ville : L'Église de l'ancienne abbaye de Villers, Bruxelles, Imprimerie de Vv. Julien Baertsoen, Successeur de Bols-Wittouck, 1878.

## Réalisations

### Édifices civils
- 1868 : Maison communale de Genval[3]

- 1876 : maisons individuelles, rue de Livourne n° 40 et 42 à Bruxelles (son domicile)[4],[5]

- 1881 : Maison communale d'Ottignies[6]

- 1889 : restauration de la ferme du Caillou à Genappe (dernier Quartier Général de Napoléon la veille de la bataille de Waterloo), qu'Émile Coulon avait achetée en 1862 et qu'il modifia en 1889.

- 1890 : maison individuelle, rue de Livourne n° 44 à Bruxelles[7]

### Presbytères
- 1858 : presbytère d'Archennes[8]

- 1869 : presbytère de Gentinnes[9]

### Églises

#### Églises de style néo-roman
- 1855-1877 : église Saint-François Xavier de Bourgeois[10]

- 1865 : église Saint-Jean-Baptiste de Clabecq[11]

#### Églises de style néo-gothique
- 1854-1860 : église Saint-Sulpice de Beauvechain[12]

- 1857-1859 : église Sainte-Catherine de Plancenoit[13]

- 1860 : église Saint-Rémi de Braine-le-Château[14]

- 1865 à 1888 : agrandissement en style néo-gothique primaire de l'église Saint-Étienne de Braine-l'Alleud avec l'architecte De Curte[15]

- 1882-1886 : église Saint-Joseph de Glimes[16]

- 1885-1886 : église Saint-Martin de Marbais[17]

#### Églises de style néo-médiéval
- 1874 : église Saint-Joseph de Rofessart[18]

#### Églises de style néo-classique
- 1855 : église Saint-Martin de Quenast[19]

- 1855-1858 : ajout de trois nefs néo-classiques à l'église Saint-Joseph de Waterloo[20]

- 1857 : église Saint-Barthélemy de Bousval[21],[22]

- 1859 : église Saint-Michel de Monstreux[23] (près de Nivelles)

- 1864 : avant-corps d'esprit néo-classique de l'église Saint-Aubin d'Opprebais[24]

- 1860-1862 : église Saint-Lambert de Jodoigne[25]

- 1862 : église Saint-Martin de Blanmont[26]

- 1862-1863 : église Notre-Dame-des-Affligés de Tilly

- 1863 : église Sainte-Gertrude de Gentinnes[9],[27]

- 1863-1864 : église Saint-Feuillen d'Offus[28],[29]

- 1864-1867 : église Saint-Pierre de Doiceau[30],[31]

- 1865 : église Saint-Géry de Rebecq-Rognon[32]

- 1867 : église Saint-Laurent de Dongelberg[33]

- 1869-1872 : église Saint-Denis de Piétrebais[34]

- 1872 : église Notre-Dame de Tangissart[35]

- 1872 : église Saint-Joseph de La Bruyère[36],[37]

- 1872 : église Saint-Feuillien d'Énines[38]

- 1873-1874 : église Saint-Jean-Baptiste de Villeroux[39]

- 1887 : nef de l'église Saint-Pierre de Sainte-Marie-Geest[40]

#### Églises de style éclectique
- 1868 : église Saint-Hubert de Ramillies[41]

- 1870-1871 : église Saint-Georges de Saint-Jean-Geest[42],[43]

- 1871-1872 : église Saint-Georges de Jandrenouille[44]

#### Divers
- 1864-1865 : remaniement de la tour de l'église Saint-Servais de Tourinnes-Saint-Lambert[45]

- 1866 : église Saint-Laurent de Chapelle-Saint-Laurent (Incourt)[46]

- 1869-1870 : église Notre-Dame de Marbisoux